# Концепция догоняющего развития

Карта темпов экономического роста в 2009 г.; зелёный — высокие темпы; коричневый — низкие темпы

Догоняющее развитие — экономическая стратегия, чья цель — преодоление отставания страны по уровню развития. Обычно в странах с догоняющим развитием экономические и политические реформы происходят быстрее, чем в странах-первопроходцах, что, в благоприятных условиях, может спровоцировать взрывной рост экономики догоняющей страны.
Известны импортозамещающая и экспортноориентированная модели догоняющего развития.

## История
В классической политэкономии наиболее совершенную концепцию догоняющего развития построил Фридрих Лист. В его концепции свобода торговли консервирует специализацию, то есть в условиях догоняющего развития — отсталость. В связи с этим он выдвинул программу протекционизма, таможенной защиты национальной индустрии на период модернизации, отмечая, что при таком подходе необходима специальная система целевых государственных инвестиций и серьёзного вмешательства для внерыночного направления деятельности частных компаний. Связанные с этим издержки он называл неизбежной платой за «промышленное воспитание нации».

## Импортозамещающая модель
Использует меры протекционизма в большинстве отраслей национальной экономики (для благоприятствования развития импортозамещающих отраслей), государственную монополию внешней торговли (для ослабления конкуренции отечественным товарам со стороны иностранных), неконвертируемость национальной валюты (для препятствования вывоза национального капитала). Использовалась в СССР, других социалистических странах, Аргентине, Бразилии, Мексике, Индии, Пакистане, но практически нигде не встречалась в чистом виде. 

## Экспортноориентированная модель
Использует ориентацию создаваемых отраслей на внешний рынок. Также часто включает в себя элементы импортозамещения (высокие ввозные пошлины для экспортноориентированных отраслей). Использовалась Японией, Южной Кореей, Китаем, Сингапуром, Гонконгом.